# Tsjernobyl

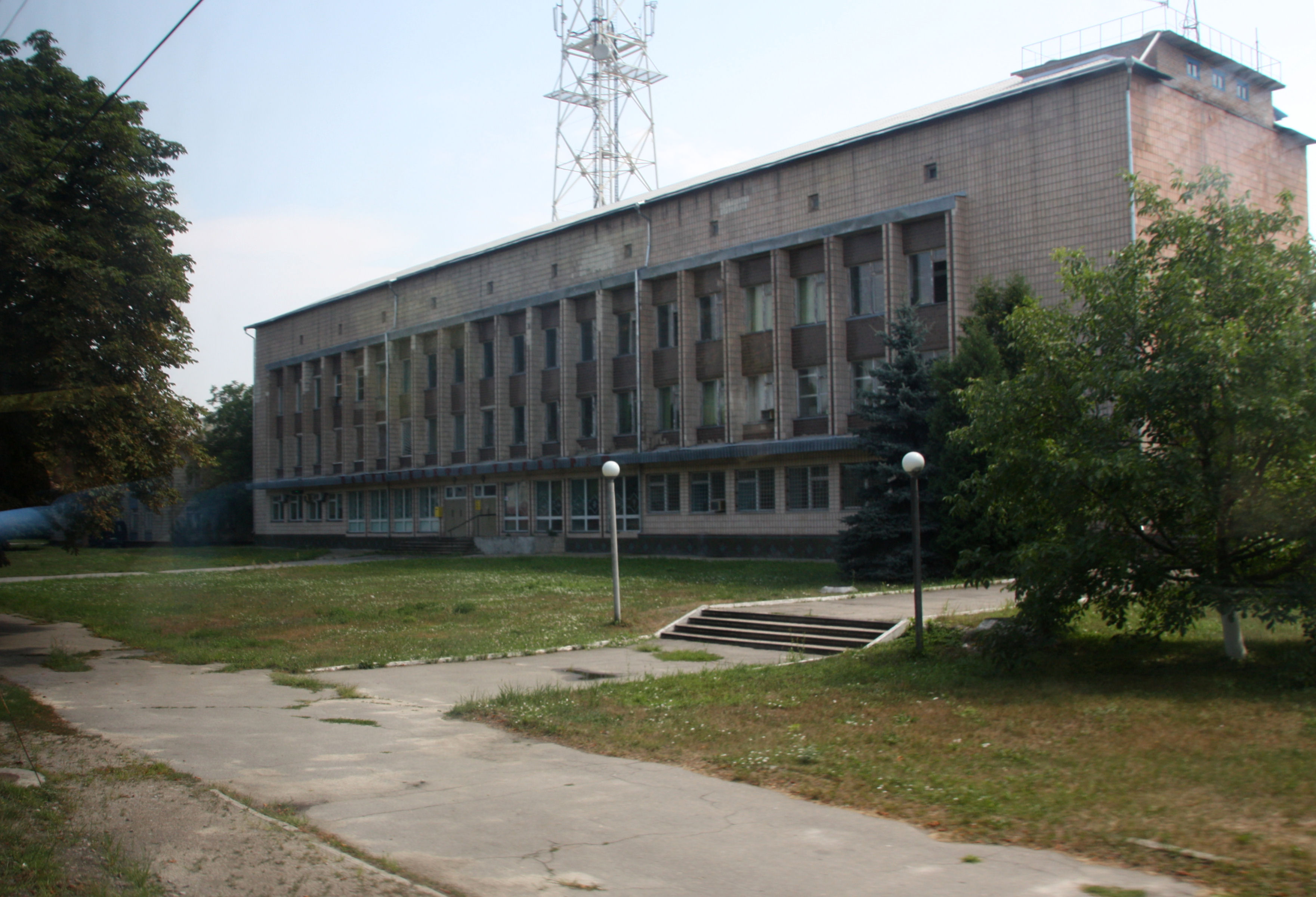
Het gemeentehuis van Tsjernobyl, juli 2010

Tsjernobyl (Oekraïens: Чорно́биль Tsjornobyl, Russisch: Черно́быль Tsjernobyl) is een kleine stad in de oblast Kiev, in het noorden van Oekraïne, niet ver van de grens met Wit-Rusland. Tsjernobyl ligt aan de Pripjat en is vooral bekend vanwege het ongeluk in een nabijgelegen kernreactor op 26 april 1986. Tsjernobyl is een spookstad.
Tsjernobyl, dat voorheen zo'n 14.000 inwoners telde, is een spookstad omdat de ioniserende straling als gevolg van de kernramp nog zo sterk is, dat de autoriteiten het onverantwoord vinden om er te wonen. Hetzelfde geldt voor de nabijgelegen stad Pripjat, die voorheen 55.000 inwoners telde. Pripjat valt binnen de zogenaamde vervreemdingszone, die in een straal van 30 kilometer rondom de kerncentrale loopt en niet vrij toegankelijk is. In de omliggende regio is de straling minder sterk, maar vijf miljoen mensen wonen ook daar in besmet gebied.
Oleg Bondarenko, lid van de Oekraïense regeringscommissie die over Tsjernobyl ging, verklaarde in augustus 2012 dat het stralingsniveau voldoende gedaald was om mensen terug te laten keren. In het gebied geteelde groente en fruit kunnen echter niet geconsumeerd worden, omdat de straling daarvoor nog te hoog is.
In februari 2022 viel de stad tijdens de Russische invasie van Oekraïne in handen van Russische troepen. Op 1 april 2022 werd de stad heroverd door Oekraïne.

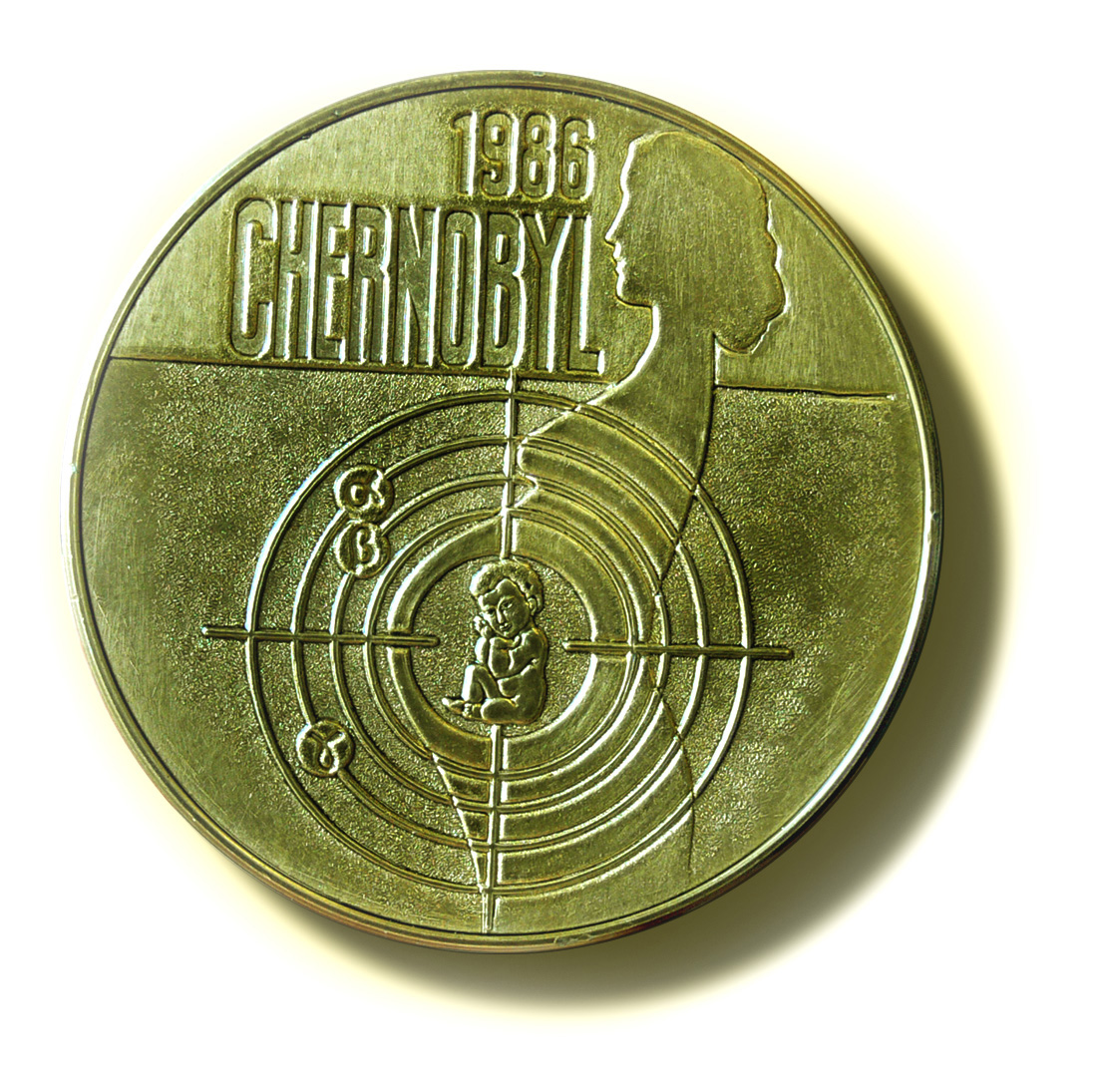
Penning ter nagedachtenis aan de ramp